# Ornithomya greeni
Ornithomya greeni är en tvåvingeart som beskrevs av Maa 1986. Ornithomya greeni ingår i släktet Ornithomya och familjen lusflugor. Inga underarter finns listade i Catalogue of Life.